# موناتشيل
بلدية مُنَستير أو مُنشيل أو منشتال (نقحرة: موناتشيل) (بالإسبانية: Monachil) هي بلدية تقع في مقاطعة غرناطة التابعة لإقليم الأندلس جنوب إسبانيا. تعطي هذه المدينة الاسم لنهر منستير.

## الديموغرافيا
بلغ عدد سكان بلدية منستير 7.399 نسمة عام 2011 (وفقاً للمعهد الوطني الإسباني للإحصاء).
| 5.074 | 5.067 | 5.515 | 6.034 | 6.270 | 6.967 | 7.399 |

## أعلام
- مانويل روبلس
- كزافييه توندو